# Портрет Ивана Николаевича Эссена
«Портрет Ивана Николаевича Эссена» — картина Джорджа Доу и его мастерской из Военной галереи Зимнего дворца.
Картина представляет собой погрудный портрет генерал-лейтенанта Ивана Николаевича Эссена из состава Военной галереи Зимнего дворца.
В начале Отечественной войны 1812 года генерал-лейтенант Эссен был Рижским военным губернатором и главноуправляющим гражданской частью в Лифляндской, Эстляндской и Курляндской губерниях. При приближении к Риге прусских войск сжёг городские предместья, в октябре 1812 года был снят с должности и отправлен в формальный отпуск (его прошение об отставке было отклонено). Проживал в Риге, погиб (утонул, купаясь) летом 1813 года.
Изображён в профиль в генеральском мундире, введённом для пехотных генералов 7 мая 1817 года — поскольку Эссен скончался в 1813 году то он такой мундир носить не мог и носил мундир образца 1808 года с двумя рядами пуговиц. Слева на груди звезда ордена Св. Анны 1-й степени; справа на груди крест ордена Св. Георгия IV класса и серебряная медаль «В память Отечественной войны 1812 года» на Андреевской ленте (из-за ранней смерти Эссен эту медаль получить не успел). Среди наград художник не изобразил шейный крест ордена Св. Владимира 2-й степени, которым Эссен был награждён в конце 1806 года; Анненская звезда, наоборот, должна отсутствовать, поскольку ещё в 1808 году Эссен был награждён орденом Св. Александра Невского, при наличии которого звезда ордена Св. Анны снималась, саму звезду Св. Александра Невского (равно как и звезду ордена Св. Владимира 2-й степени) не видно из-за выбранного художником ракурса. Подпись на раме: И. Н. Эссенъ, Генералъ Лейтенантъ.
7 августа 1820 года Комитетом Главного Штаба по аттестации Эссен был включён в список «генералов, заслуживающих быть написанными в галерею» и 27 января 1822 года император Александр I приказал написать его портрет. Поскольку Эссен скончался в 1813 году, то были предприняты меры по розыску его портрета-прототипа для снятия копии, каковой был найден у его родственника отставного генерал-майора М. И. Палена. Существует письмо Эстляндского гражданского губернатора барона Б. В. Будберга в Инспекторский департамент Военного министерства от 2 сентября 1822 года: «по отзыву зятя умершего генерала Ессена отставного генерал-майора, что ныне ландрата барона Палена, портрет покойного тестя им уже доставлен живописцу Дове в последнюю бытность его в Санкт-Петербурге». Известно, что генерал-майор Пален приезжал в столицу в июле 1822 года и позировал Доу для своего портрета в Военную галерею; вероятно, тогда же он и передал художнику портрет Эссена для снятия копии. Гонорар за работу Доу был выплачен 13 марта и 25 апреля 1823 года. Готовый портрет был принят в Эрмитаж 7 сентября 1825 года. Местонахождение портрета-прототипа современным исследователям неизвестно.
В. К. Макаров счёл этот портрет совершенно лишённым сходства с типичными работами Доу. Хранитель британской живописи в Эрмитаже Е. П. Ренне поддержала его мнение.